# Formaggio trappista
Il formaggio trappista è un tipo di formaggio principalmente prodotto nei paesi in cui sono presenti monasteri dell'omonimo ordine monastico, ovvero Germania (dove prende il nome di trappisten), Belgio (dove è noto come Chimay trappiste o più semplicemente trappiste) Ungheria e Bosnia. Originariamente noto come "Trappista di Stella Maria", tale formaggio è stato esportato in tutto il mondo, specialmente entro l'Austria-Ungheria. Tale formaggio si presenta simile al gruviera, ha una consistenza semi-dura, un sapore dolce e delicato e presenta una quantità di grassi pari al 25%. Se prodotto in Bosnia o Ungheria, può essere ricavato dal latte di pecora o capra.